# Чолак, Эмре
Эмре Чолак (тур. Emre Çolak; 20 мая 1991, Стамбул) — турецкий футболист, полузащитник.
Эмре представлял свою страну на международном уровне в составе сборных различных возрастов, за главную команду Турции он дебютировал в рамках отборочного турнира чемпионата мира 2014 в домашнем матче против сборной Румынии 12 октября 2012 года.

## Клубная карьера
Эмре Чолак начинал играть в футбол в любительском клубе «Атышаланыспор», был приглашён тренироваться в «Бешикташ». Проведя там нескольких месяцев, Чолак решил вернуться в свою первую команду. Продолжая показывать впечатляющую производительность в «Атышаланыспоре», он был замечен скаутами «Галатасарая» и в возрасте 13 лет присоединился к молодёжной академии клуба.
В сезоне 2009/10 Чолак дебютировал в составе главной команды «Галатасарая»: в домашнем кубковом матче против «Денизли» 17 января 2010 года, в котором он отметился ещё и дублем. В Суперлиге Чолак дебютировал 24 января 2010 года, заменив на 89-й минуте домашней игры против «Газиантепспора» полузащитника Арду Турана. Первый гол в Суперлиге Чолак забил в последнем туре чемпионата 2009/10, в котором «Галатасарай» уступил (1:2) в Анкаре «Генчлербирлиги».
27 мая 2016 года футбольный клуб «Депортиво» из Ла-Коруньи объявил о приобретении футболиста из «Галатасарая». Через два года после этого «Депортиво» выбыл во второй дивизион, и Эмре Чолак не стал продлевать контракт с испанским клубом. Его следующей командой стала «Аль-Вахда» из Мекки.

## Достижения
«Галатасарай»
- Чемпион Турции (3): 2011/12, 2012/13, 2014/15
- Обладатель Суперкубка Турции (3): 2012, 2013, 2015
- Обладатель Кубка Турции (1): 2013/14

## Статистика
| Клуб             | Сезон            | Лига  | Лига | Кубок | Кубок | Суперкубок | Суперкубок | Еврокубки | Еврокубки | Всего | Всего |
| Клуб             | Сезон            | Матчи | Голы | Матчи | Голы  | Матчи      | Голы       | Матчи     | Голы      | Матчи | Голы  |
| ---------------- | ---------------- | ----- | ---- | ----- | ----- | ---------- | ---------- | --------- | --------- | ----- | ----- |
| Галатасарай      | 2009/10          | 8     | 1    | 3     | 3     | —          | —          | —         | —         | 11    | 4     |
| Галатасарай      | 2010/11          | 13    | 0    | 3     | 0     | —          | —          | 1         | 0         | 17    | 0     |
| Галатасарай      | 2011/12          | 29    | 3    | 1     | 0     | —          | —          | —         | —         | 31    | 3     |
| Галатасарай      | 2012/13          | 24    | 1    | 2     | 1     | 1          | 0          | 6         | 0         | 32    | 2     |
| Галатасарай      | 2013/14          | 15    | 0    | 7     | 1     | 1          | 0          | 0         | 0         | 23    | 1     |
| Галатасарай      | 2014/15          | 17    | 3    | 5     | 1     | 0          | 0          | 2         | 0         | 24    | 4     |
| Всего за карьеру | Всего за карьеру | 106   | 8    | 21    | 6     | 2          | 0          | 9         | 0         | 138   | 14    |

### За сборную
| Сборная Турции | Сборная Турции | Сборная Турции |
| Год            | Матчи          | Голы           |
| -------------- | -------------- | -------------- |
| 2012           | 1              | 0              |
| Всего          | 1              | 0              |